# Yetter
Yetter est une ville du comté de Calhoun, en Iowa, aux États-Unis. Elle est fondée en 1899 et incorporée le 11 janvier 1904.
La ville est baptisée en l'honneur de L. M. Yetter, fondateur de la ville. 

## Source de la traduction
- (en) Cet article est partiellement ou en totalité issu de l’article de Wikipédia en anglais intitulé « Yetter, Iowa » (voir la liste des auteurs).